# Gian Luigi Gatta
Gian Luigi Gatta (Milano, 8 febbraio 1975) è un giurista italiano.

## Biografia
Professore ordinario di diritto penale nell'Università degli Studi di Milano, allievo di Giorgio Marinucci, dal 2024 è Presidente dell'Associazione Italiana dei Professori di Diritto Penale (AIPDP). Ha ricoperto l'incarico di vice-presidente della Scuola Superiore della Magistratura. Durante il Governo Draghi, è stato Consigliere giuridico della Ministra della Giustizia Marta Cartabia e Vice Presidente della Commissione  per la riforma del processo e del sistema sanzionatorio penale presieduta da Giorgio Lattanzi. È direttore della rivista online Sistema penale ed è autore, con Giorgio Marinucci ed Emilio Dolcini, di un rinomato manuale di diritto penale, edito da Giuffrè Francis Lefebvre. Ha scritto oltre duecento pubblicazioni e, presso l'Università degli Studi di Milano, è stato Direttore del Dipartimento di Scienze Giuridiche Cesare Beccaria e componente del Senato Accademico. Si è candidato nel 2024 alla carica di rettore dell'Università degli Studi di Milano.